# Antti Häkkänen
Antti Häkkänen (ur. 16 stycznia 1985 w Mäntyharju) – fiński polityk, poseł do Eduskunty, w latach 2017–2019 minister sprawiedliwości, od 2023 minister obrony.

## Życiorys
Absolwent prawa na Uniwersytecie Helsińskim. Zaangażował się w działalność polityczną w ramach Partii Koalicji Narodowej. W latach 2012–2013 kierował jej organizacją młodzieżową Kokoomuksen Nuorten Liitto. Od 2009 wybierany na radnego swojej rodzinnej miejscowości. Pracował w gabinetach politycznych premiera Jyrkiego Katainena (2013–2014) i minister Pauli Risikko (2014–2015).
W wyborach w 2015 uzyskał mandat posła do Eduskunty. W 2019 i 2023 z powodzeniem ubiegał się o poselską reelekcję.
W 2016 został wiceprzewodniczącym swojego ugrupowania. W maju 2017 otrzymał nominację na stanowisko ministra sprawiedliwości w rządzie Juhy Sipili. Funkcję tę pełnił do czerwca 2019. W czerwcu 2023 objął urząd ministra obrony w gabinecie Petteriego Orpa.

## Życie prywatne
We wrześniu 2019 zawarł związek małżeński z Henną Pajulammi, z którą ma dwoje dzieci: córkę (ur. 2018) i syna (ur. 2023).

## Odznaczenia
- Krzyż Wielki Orderu Danebroga (Dania, 2025)[10]